# ナチ・パンクス・ファック・オフ
ナチ・パンクス・ファック・オフ(Nazi Punks Fuck Off!)は、アメリカのパンクロックバンド、デッド・ケネディーズのシングルである。
1981年11月発売、7インチシングルである。

## 概要
この曲は、当時の体育会系ハードコア・パンクスをナチや軍隊のようだと揶揄した曲であり、反ナチ、反ファシズムを謳っているわけではない。
また、この曲の影響で、1970年代に欧米のパンクスの間でハーケンクロイツをファッションに取り入れていた者が、ハーケンクロイツを使うのはパンク的でないと思うようになり、ファッションにハーケンクロイツを取り入れるのをやめ始めた。
詳しくは、「パンクファッション」を参照